# Josefine Öqvist
Josefine Öqvist (Uppsala, 1983. július 23. –) világbajnoki ezüstérmes svéd női válogatott labdarúgó.

## Pályafutása

### A válogatottban
Első válogatott mérkőzését 2002. augusztus 18-án az Észak-Korea ellen játszotta. Az 1–0-ás svéd győzelemmel végződő barátságos találkozón a második félidőben lépett pályára.

## Sikerei, díjai

### Klubcsapatokban
Svéd bajnok (1):
- Linköpings (1): 2009

 Svéd kupagyőztes (3):
- Linköpings (3): 2006, 2008, 2009

 Svéd szuperkupagyőztes (2):
- Linköpings (2): 2009, 2010

### A válogatottban
Svédország
- Világbajnoki ezüstérmes (1): 2003
- Világbajnoki bronzérmes (1): 2011